# کافه روتونده

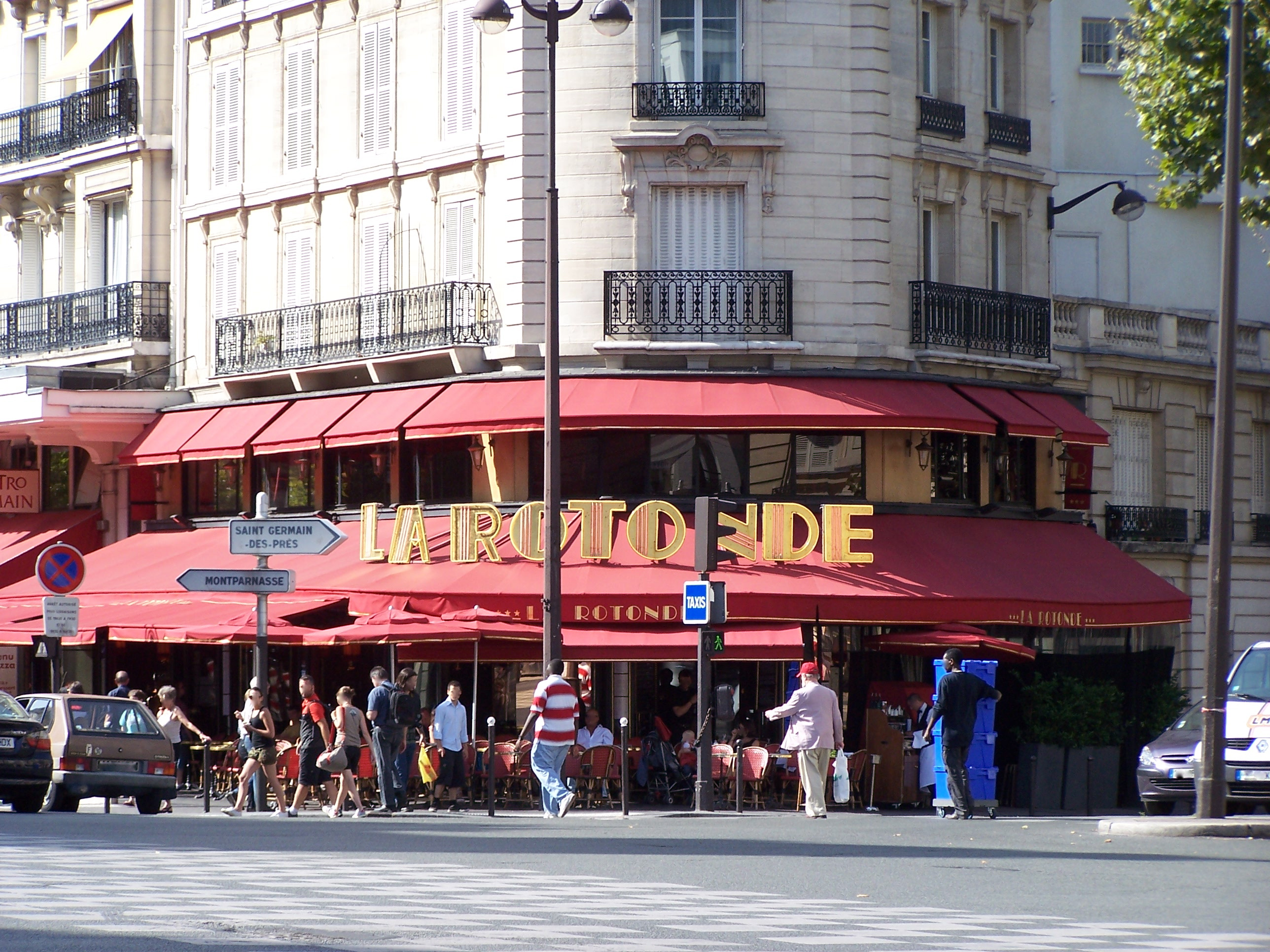
کافه روتونده در سال ۲۰۱۱

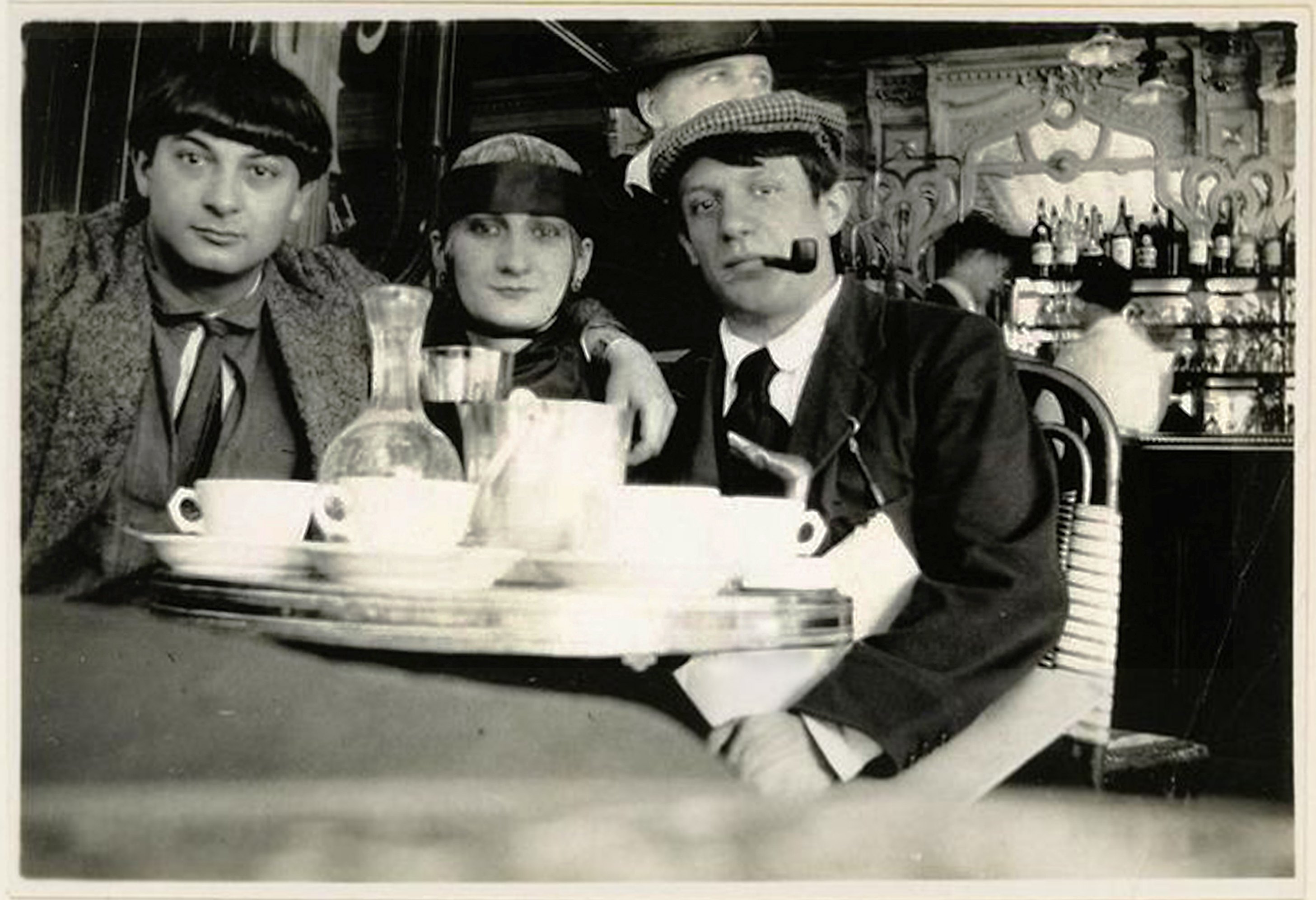
عکسی از پابلو پیکاسو (راست)، موییس کیسلینگ (چپ) و مدل نقاشی «پاکرت» که توسط ژان کوکتو در اوت ۱۹۱۶ در کافه روتونده ثبت شده‌است.

کافه روتونده (فرانسوی: Café de la Rotonde‎) یک کافه مشهور در محلهٔ مون‌پارناس پاریس است که به خاطر محیط هنری و غذاهای خوبش شهرت دارد. کافه روتونده در وبگاهش رسمی‌اش، به صورت یک «رستوران» و «براسِری» (مشروب‌فروشی که در آن خوراک‌های ساده هم داده می‌شود) معرفی شده‌است. این کافه در در میدان پیکاسو واقع شده‌است که مجسمه انوره دو بالزاک اثر اگوست رودن را نیز در خود جای داده‌است. این کافه در سال ۱۹۱۱ توسط «ویکتور لیبیون» برپا شد و به دلیل فضای باز و قیمت‌های مناسب در کنار «کافه کوپول» و «کافه سلکت» محل تجمع روشنفکران، نویسندگان و هنرمندان نامدار در دوران بین دو جنگ جهانی بود. کافه روتونده که امروزه «روتونده مون‌پارناس» نامیده می‌شود، بسیاری از جذابیت‌های بوهمی خود را حفظ کرده‌است و تا به امروز به عنوان یک مکان محبوب و شیک برای دوستدارانِ آشپزی فرانسوی کلاسیک و روشنفکران هنری پاریس به کار خود ادامه می‌دهد.
کافه روتونده در حوالی سال ۱۹۲۴ پاتوق پابلو پیکاسو بود، چرا که فاصله اندکی با استودیوی نقاشی او داشت و پیکاسو اوقات فراوانی را در آنجا در کنار دوستانی چون دیه‌گو ریورا، ایلیا ارنبورگ و تسوگوهارو فوجیتا می‌گذراند. آمادئو مودیلیانی نیز از دیگران مشتریان دائمی این کافه-رستوران بود و امروزه برخی از آثارش بر دیوارهای این مکان آویخته‌است. در سال‌های اولیه، مالک کافه روتونده «ویکتور لیبیون» به هنرمندان اجازه می‌داد ساعت‌ها در کافه‌اش بنشینند، یک فنجان ده سانتیم قهوه بخورند و وقتی یواشکی از انتهای یک باگت در سبد نان، نان می‌کنند، رویش را برمی‌گرداند و وانمود می‌کرد چیزی ندیده‌است. اگر یک نقاش فقیر نمی‌توانست صورت‌حساب خود را بپردازد، لیبیون اغلب به جایش نقاشی و تابلوهایشان را می‌پذیرفت و آن را نگه می‌داشت تا زمانی که هنرمند بتواند پرداخت کند. به این ترتیب، مواقعی وجود داشت که دیوارهای کافه مملو از مجموعه ای از آثار هنری بود که امروز ممکن است متصدیان بزرگ‌ترین موزه‌های جهان را حسادت را برانگیزد.
زندگی در این کافه و فضای درونی آن در آثار برخی نویسندگان و هنرمندان همچون دیه‌گو ریورا، ایلیا ارنبورگ و تسوگوهارو فوجیتا، پابلو پیکاسو و ارنست همینگوی ثبت شده‌است. از افراد دیگری که در آن کافه-رستوران رفت‌وهٔ مد داشتند، می‌توان به ژان کوکتو، آندره سالمون و ماکس ژاکوب اشاره کرد.

## بیشتر بخوانید
- Klüver, Billy. A Day with Picasso (1997) MIT Press شابک ‎۰−۲۶۲−۱۱۲۲۸−۰